# Церква святих верховних апостолів Петра і Павла (Старий Нижбірок)
Церква святих верховних апостолів Петра і Павла в Старому Нижбірку — парафія і храм греко-католицької громади Копичинецького деканату Бучацької єпархії Української греко-католицької церкви в селі Старий Нижбірок Чортківського району Тернопільської области.

## Історія церкви
Українці села перейшли на греко-католицизм у XVIII столітті. Парафія як самостійна релігійна структура була утворена у 1989 році в складі РПЦ.
Тоді ж було закладено наріжний камінь під будівництво церкви, яке завершилося у 1992 році. Храм збудували за кошти парафіян і колгоспу. Розпис та іконостас виконав Роман Попінко.
У 2002 році храм освятив владика Бучацької єпархії Іриней Білик.
З 1989 по 1992 рік парафія належала до РПЦ.
З 1992 року вона перейшла до УГКЦ.
При парафії діють:
- Братство «Апостольство молитви» (1997)
- Марійська дружина (2013)
- Недільна школа

На території парафії встановлено фігури Богородиці та хрести парафіяльного значення.

## Парохи
- о. Олег Маліброда (1989—1996),
- о. Методій Бучинський (1996—2000),
- о. Богдан Барицький (2000—2005),
- о. Олег Гронський (2005—2006),
- о. Роман Гладій (з 2006).